# Global Television Network
Global Television Network är ett kanadensiskt TV-bolag som ägs av Shaw Media. Det bildades år 1974.

### Fotnoter
Den här artikeln är helt eller delvis baserad på material från engelskspråkiga Wikipedia, Global Television Network, tidigare version.